# British Ladies' Football Club
Le British Ladies' Football Club est le premier club de football féminin, formé au Royaume-Uni en 1895. Il a pour présidente Florence Dixie, journaliste féministe écossaise, et pour capitaine Nettie Honeyball,.
Le premier match public du club a lieu à Crouch End, Londres, le 23 mars 1895, devant environ 11 000 spectateurs,.

## Histoire

### Les précurseurs
Jusqu'au XIXe siècle, la participation des femmes au football était limitée aux rituels folkloriques liés aux coutumes du mariage. À Inverness, par exemple, les femmes célibataires jouaient chaque année un match avec des femmes mariées, tandis que les futurs maris regardaient depuis la ligne de touche.
Le premier match joué par une équipe féminine de football a lieu le 9 mai 1881, à Easter Road, Édimbourg. Le match est présenté comme une rencontre internationale entre l'Écosse et l'Angleterre. L'Écosse gagne par 3 buts à 0, et Lily St. Clare marque le premier but,.
Le 20 mai 1881, un nouveau match se déroule à Glasgow, devant un public de 5 000 personnes. Il est interrompu à la suite d'une invasion de terrain par une foule d'hommes qui bousculent les joueuses, les obligeant à quitter le terrain. D'autres épisodes similaires mettent un terme à cette première tentative d'introduction du football féminin.

### Fondation du British Ladies' Football Club en 1895
Une nouvelle tentative de former un club est faite par Alfred Hewitt Smith, avec Nettie Honeyball comme figure de proue du British Ladies Football Club, fondé le 1er janvier 1895. Il s'agit du premier club féminin de football de l'histoire.
Lady Florence Dixie, la plus jeune fille du marquis de Queensbury en est la présidente et la mécène. En 1894, une publicité insérée dans le Daily Graphic propose aux femmes intéressées par une participation à un club de football féminin de se manifester. Environ 30 femmes, qui s'entraînent deux fois par semaine sous la direction de Bill Julian (en), joueur demi-aile de Tottenham Hotspur, forment cette équipe.

## Organisation du club

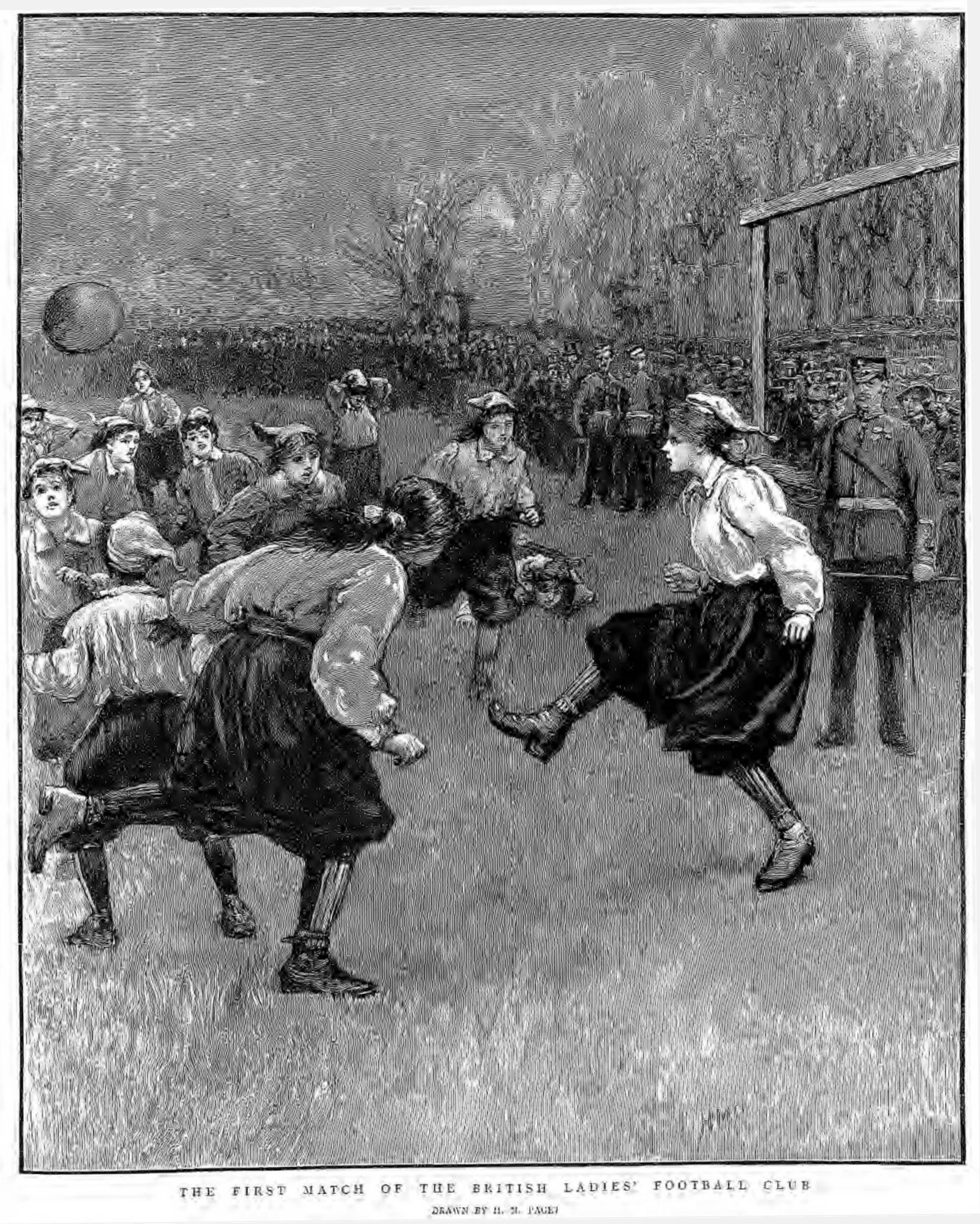
Illustration du premier match du British Ladies 'FC sur The Graphic, mars 1895.

Le club forme deux équipes, qui prennent le nom d'équipe nord et d'équipe sud, et le premier match opposant ces deux équipes se déroule le 23 mars 1895, devant 10 000 spectateurs à Crouch End, Londres. Contrairement aux matchs de 1881, les joueuses n'ont plus à porter de corsets et sont équipées de chaussures appropriées, mais elles doivent garder la tête couverte d'un bonnet.
Malgré des réactions critiques, voire moqueuses,, le club fait une tournée financée par Lady Dixie et participe, durant les deux années suivantes, à une centaine de matches d'exhibition. La tournée bénéficie d'une grande publicité de la presse, pas entièrement limitée à l'aspect sportif, mais également en lien avec les revendications concernant les droits des femmes.
Les British Ladies disputent leur deuxième match à Preston Park le 6 avril 1895. Le match suivant à Bury, près de Manchester, réunit 5 000 personnes. L'équipe a joué des matchs d'exhibition à New Brompton, Walsall et Newcastle, où le Nord bat le Sud 4 - 3 à St James' Park avec plus de 8 000 spectateurs présents. La tournée se poursuit à South Shield et à Darlington, puis à Jesmond, où seuls 400 spectateurs assistent au match.
En été 1896, l'équipe fait une tournée au pays de Galles, et elle joue un match le 30 juillet 1896 contre Guernsey Rangers, aux Vardes sur l'île de Guernesey. Le dernier match connu de l'équipe originelle est le 20 avril 1897 à Matlock FC, qui encaisse les recettes les plus grandes de la saison.
Le club fait un bref retour en 1902 et 1903 en jouant trois matchs à Redhill, Erith et Biggleswade.

## Postérité
Le football féminin retombe dans l'oubli jusqu'à la Première Guerre mondiale, lorsque Lloyd George demande aux femmes de travailler dans les usines tandis que les hommes sont au front. Le jour de Noël 1916, le premier match enregistré entre des équipes féminines d'ouvrières d'usine a lieu à Ulverston, Cumbria.